# Красна (хребет)
Полони́на Кра́сна — гірський масив в Українських Карпатах. Розташований у Тячівському та (частково) Міжгірскому районах Закарпатської області. 
Полонина Красна є частиною Полонинського Бескида. Простягається з північного заходу на південний схід кількома послідовно з'єднаними дугами з численними відногами-хребтами (наприклад хребтом Красний Верх, що на південь від села Колочави). 
На Зх. межує з Бовцарсько-Верхським ландшафтом (який відокремлює Полонину Красну від Полонини Боржави), на Пн. — з Воловецько-Міжгірською верховиною (Синевірський ландшафт), на Сх. та Пн. Сх. — з долинами р. Тересви й Мокрянки, на Пд. і Пд. Зх. — з долинами р. Лужанки, Терешілки і Красний, на Пд. Сх. — Велика Уголька і Мала Уголька.
Найвища гора масиву — Сигланський (1563 м). Масив складається переважно з флішу. До висоти 1300–1500 м. вкритий лісами (здебільшого буковими) та жерепом, вище — полонини. Привершинні схили круті, місцями важкодоступні. 
Південні та південно-західні схили західної частини Полонини Красної розташовані в межах Угольсько-Широколужанського заповідного масиву (Широколужанська ділянка), північно-західні схили — в межах Національного парку «Синевир». У східній частині масиву, неподалік від смт Усть-Чорна, розташований Керничний ботанічний заказник. 
Через масив прокладений маркований туристичний маршрут . 
У 1936 році зусиллями чеського ботаніка Алоїса Златника тут було створено природний резерват «Полонина Красна».
- Дехто відносить до Полонини Красної також гору Менчул (1501 м), що височіє окремим масивом на південному заході від Красної. Але Менчул належить радше до так званих острівних гір, тобто гір, не пов'язаних з певним хребтом. Все ж, у ширшому розумінні, до масиву Красна належить не лише головний хребет, а й усі гори (в тому числі Менчул), які лежать на південь від хребта, в межиріччі Тереблі й Тересви.

## Фотографії

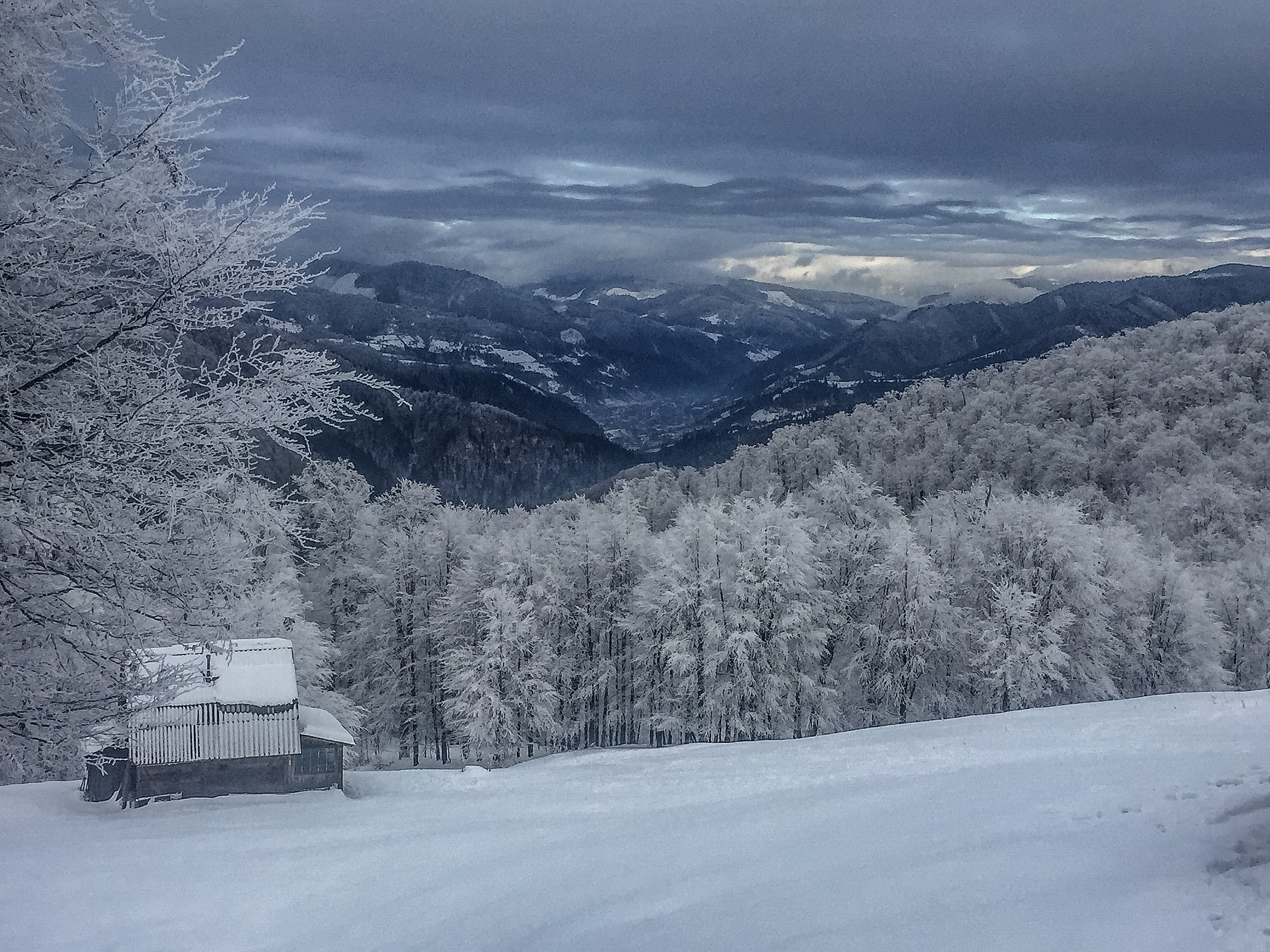
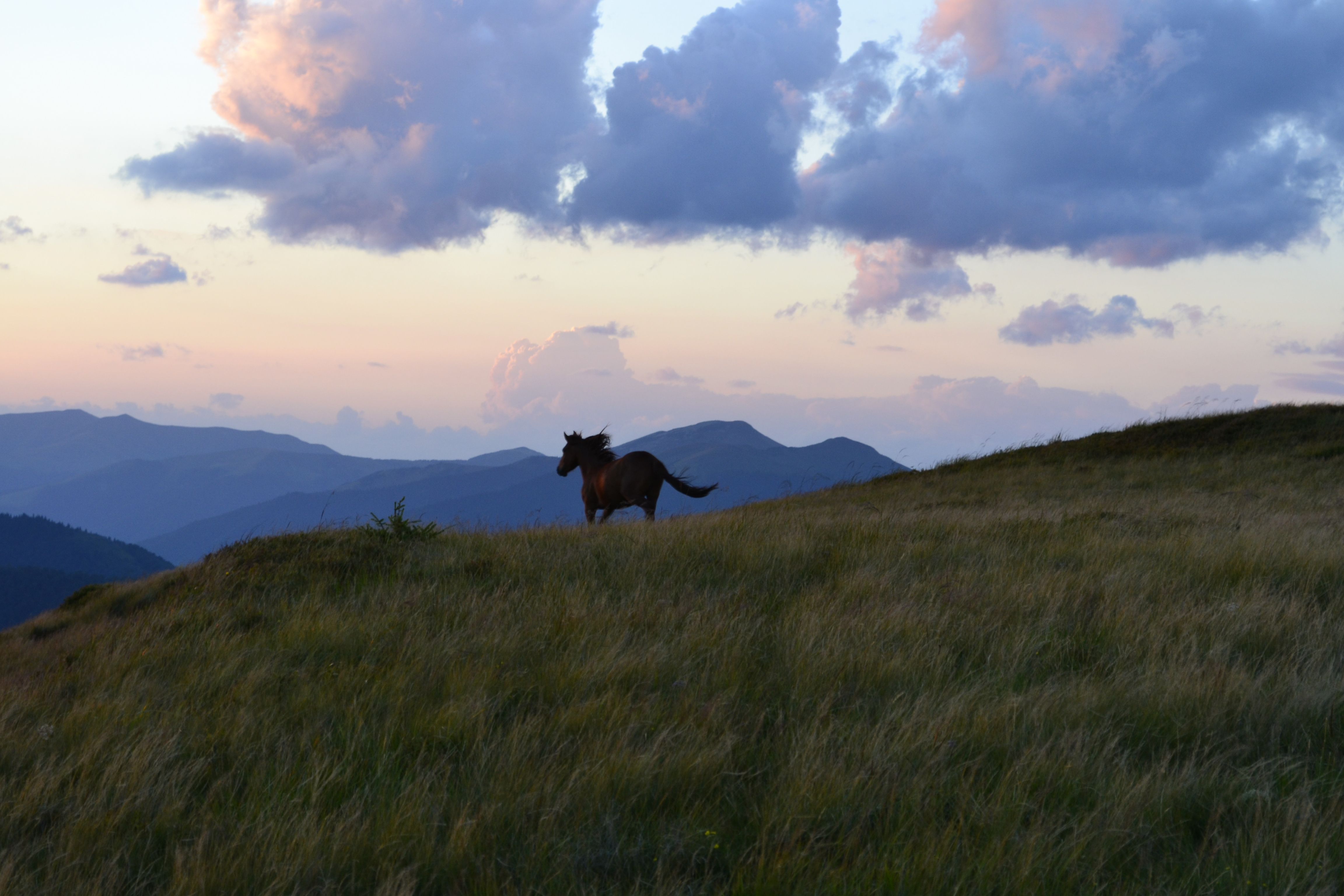
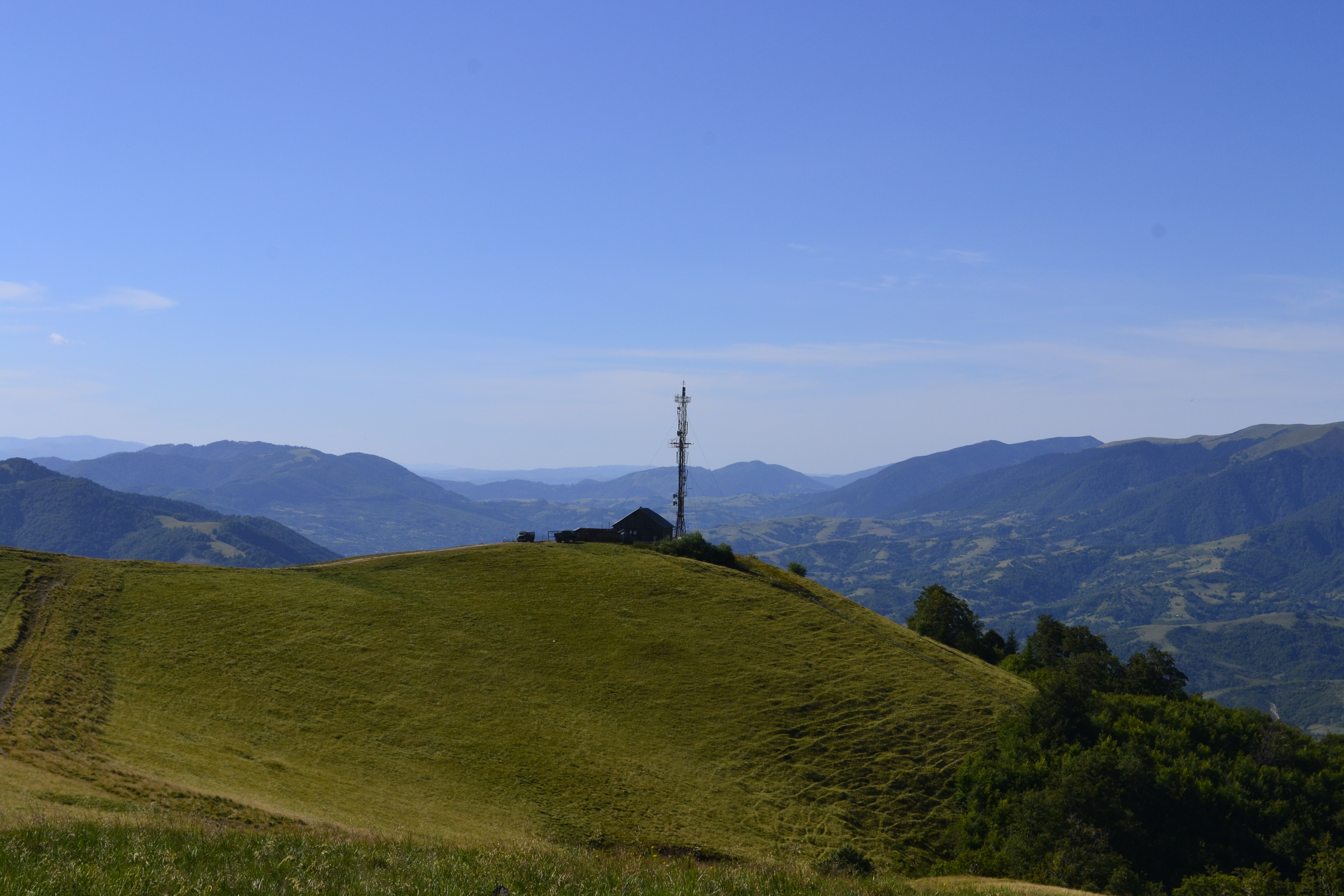
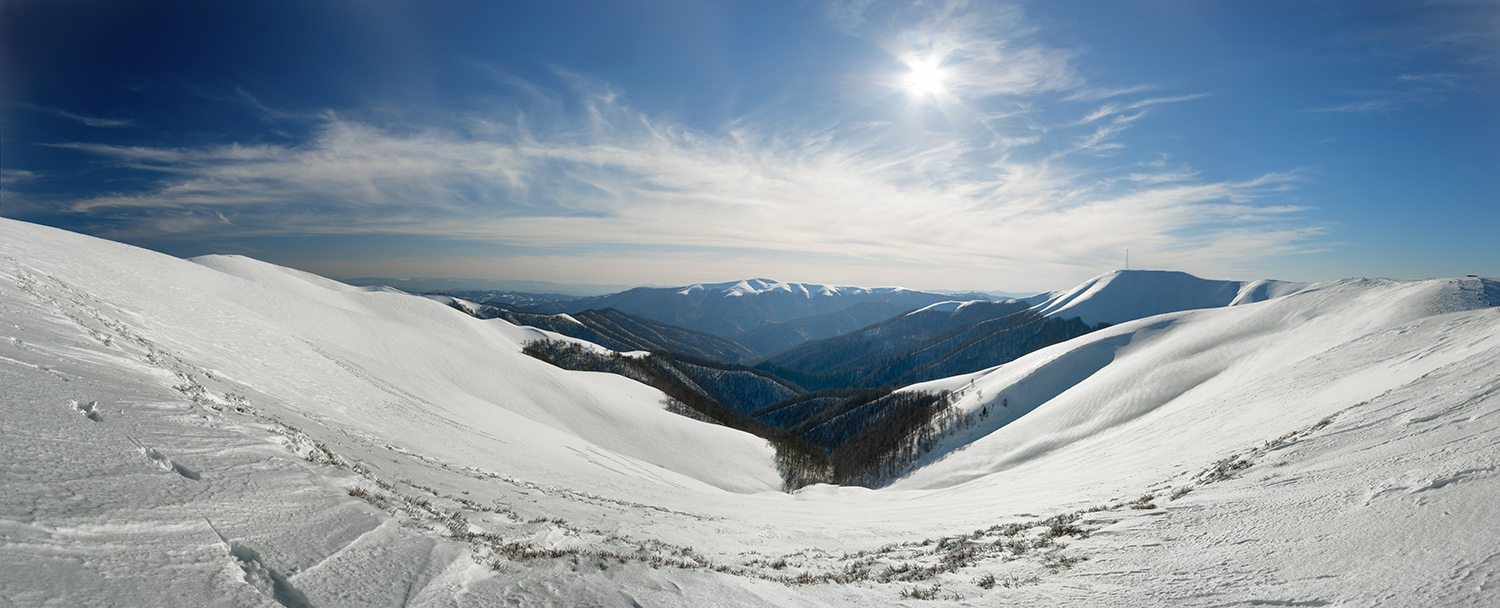

## Деякі вершини
- Восова (1379 м)
- Топас (1548 м)
- Сигланський (1563 м)
- Гропа (1495 м)
- Климова (1492 м)
- Красна Салаш (1365 м)